# Cellules Communistes Combattantes

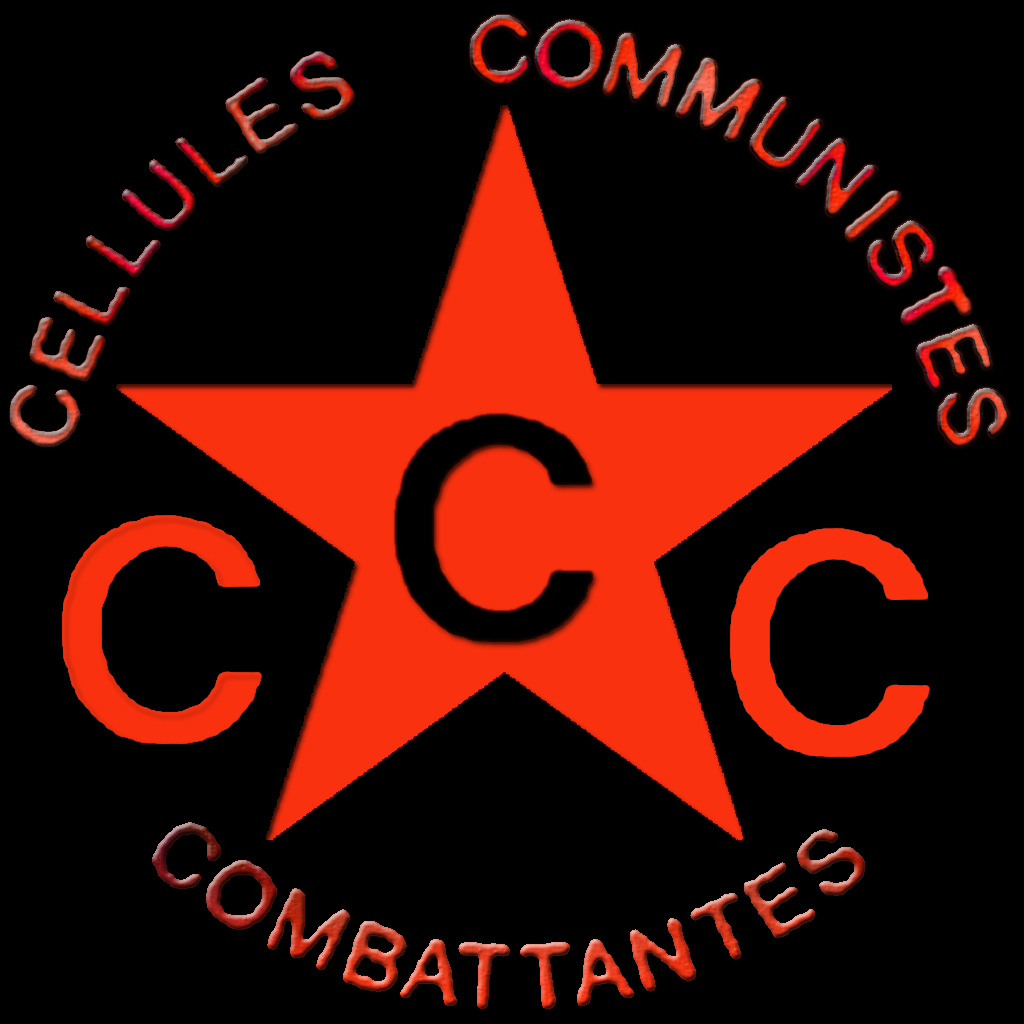
Het logo van de CCC

Cellules Communistes Combattantes (CCC) (Frans voor: Strijdende Communistische Cellen) was een extreemlinkse terroristische groepering die in 1984 en 1985 vijfentwintig aanslagen pleegde in België. De CCC kondigden aanslagen vaak van tevoren aan. Toch werden twee brandweerlieden gedood en raakten 28 mensen gewond. Op 16 december 1985 werden vier leden opgepakt en kwam er aan de CCC-acties een einde.

## Overzicht aanslagen

### Voorbereiding
- 13 mei 1984: gewelddadige diefstal van wapens uit de Ratz kazerne van het infanteriebataljon Ardense Jagers van het Belgische leger in Vielsalm. Een zwaar gewonde militair die voor dood wordt achtergelaten overleeft de overval.
- 2 juni 1984: diefstal van 816 kilo dynamiet uit de steengroeve Scoufflény bij Ecaussines. Een deel van deze explosieven zal later worden gebruikt bij de aanslagen door de CCC, de Franse terreurorganisatie Action Directe en de Duitse extreemlinkse Rote Armee Fraktion.[1]

### ‘Anti-imperialistische’ oktobercampagne
- 2 oktober 1984: De eerste aanslag werd gepleegd 's nachts bij een vestiging van het Amerikaanse elektronicabedrijf Litton Business International in Evere. Litton produceerde besturingssystemen van NAVO-kruisraketten. De CCC eist de aanslag op in een zes pagina tellend pamflet dat na een telefoontje aan persagentschap Belga wordt teruggevonden in een vuilnisbak.[2]
- 3 oktober 1984: een aanslag bij een vestiging van MAN in Groot-Bijgaarden[3].
- 8 oktober 1984: aanslag d.m.v. een brandbom op een vestiging van Honeywell in Evere[4].
- 15 oktober 1984: aanslag op gebouw van het Liberaal Studiecentrum Paul Hymans (Fondation Internationale Jean Rey) in Elsene[5].
- 17 oktober 1984: aanslag op het CVP (nu CD&V)-secretariaat van het arrondissement Gent-Eeklo in Gent.
- 26 november 1984: aanslag op een telecommunicatiezendmast op de militaire luchtmachtbasis van Bierset[6].
- 11 december 1984: vijf bomaanslagen nagenoeg tegelijkertijd tussen vijf en zes uur in de ochtend op kraankamers van het NAVO-pijpleidingennetwerk Central Europe Pipeline System in Ensival, Gages, Gastuche, Glaaien en Itter.[7]
- 15 januari 1985: aanslag met bomauto op het SHAPE-commandocentrum van de NAVO in Sint-Stevens-Woluwe. De aanslag, waarbij twee Amerikaanse soldaten gewond raken, is onder meer een steunbetuiging aan RAF-gevangenen die in Duitsland in hongerstaking zijn gegaan.[8]

### ‘Karl Marx’ campagne
- Op 1 mei 1985, de Dag van de Arbeid, komen twee brandweermannen om het leven bij een aanslag met een bomauto voor de hoofdzetel van het Verbond van Belgische Ondernemingen aan Stuiverstraat in Brussel. Een telefonische oproep van de CCC bij de Brusselse Rijkswacht kort na middernacht om iedereen in de buurt van gebouwen te evacueren is verstoord en wordt slecht begrepen. Waarschuwingspamfletten om weg te vluchten uit de buurt van de bomauto worden door de agenten en pompiers te laat opgemerkt. De enorm krachtige explosie slaat een twee meter diepe krater in het wegdek en richt een ravage aan tot 400 meter ver. Naast de twee doden vallen er ook dertien gewonden.[9]
- 6 mei 1985: aanslag op een gebouw van de Hoge Directie van Logistiek en Financiën van de Rijkswacht in Sint-Pieters-Woluwe als vergeldingsactie voor de "slechte communicatie" door de rijkswacht vijf dagen eerder in Brussel.
- 8 oktober 1985 : aanslag d.m.v. bestelwagen gevuld met gasflessen en dynamiet op hoofdzetel van het Belgische gas- en elektriciteitsbedrijf Intercom in Laken[10].
- 12 oktober 1985: aanslag op Fabrimétal (Belgische Werkgeversfederatie van de Metaalindustrie) en op het Kantoor van de Directe Belastingen in Charleroi.[11]
- 4 november 1985: aanslag d.m.v. kofferbom, de eerste aanslag van de CCC overdag, op een filiaal van de Bank Brussel Lambert in Etterbeek alsook op een filiaal van de Generale Bank in Charleroi.
- 5 november 1985: aanslag op de zetel van de Kredietbank in Leuven en op dezelfde dag aanslag op de Manufacturers Hanover Trust Bank in Antwerpen. Door het verspreiding van waarschuwingspamfletten voor de aanslag is er enkel (aanzienlijke) materiële schade.[12]

### ‘Pierre Akkerman’ Campagne
- 19 oktober 1985: aanslag op het INFOSERMI (Informatiecentrum Selectie Rekrutering) van het Belgische leger in Namen[13].
- 20 oktober 1985: molotovcocktail naar de auto van Pierre Galand, de socialistische voorzitter van het Comité national d'action pour la paix et le développement, omwille van zijn "kleinburgerlijk pacifisme"[14].
- 21 november 1985: aanslag op vestiging van Motorola in Watermaal-Bosvoorde, de Amerikaanse producent van telecommunicatiemateriaal en  microprocessors[15].
- 4 december 1985: aanslag op vestiging van de Bank of America in Antwerpen door middel van een kofferbom opgehangen aan een radiator.[16]
- 6 december 1985: de CCC en "een groep van Internationalistische Communisten in Frankrijk" plegen twee aanslagen op bijna het zelfde moment; één op een betonnen kraankamer van een NAVO-pijplijn in het Belgische Wortegem-Petegem en een tweede op de hoofdzetel van het Central Europe Pipeline System (CEPS Programme Office) in het Franse Versailles. Met deze "klinkende overwinning" kondigt de CCC in hun Sinterklaasmanifest "het einde van de 'Pierre Akkerman' campagne" aan. Een CCC-waarschuwingspamflet werd vooraf gedeponeerd in een Brussels appartementsgebouw waar EG-Commissaris Jacques Delors een flat huurde.[17][18]

## Aanhouding en veroordeling
Op 16 december 1985 arresteerde de gerechtelijke politie de vier belangrijkste leden van de CCC in een Quick-restaurant in Namen. De leider van de CCC was Pierre Carette, die op 25 februari 2003 weer vrijgekomen is. De andere leden waren Didier Chevolet (vrijgelaten 10 februari 2000), Pascale Vandegeerde (vrijgelaten 4 februari 2000) en Bertrand Sassoye (vrijgelaten 10 juli 2000).

## Logo
Het logo van de CCC was een ster met daarin een letter C, en links en rechts onder de armen ook een C. Dit logo werd enkele malen gebruikt in advertenties in de media waarin de CCC het doel van hun acties uitlegde. Dit logo werd later gebruikt door de punkband Sigue Sigue Sputnik op de hoes van hun eerste lp.

## Staatsveiligheid
Volgens sommigen zouden er aanwijzingen zijn dat de CCC gemanipuleerd werden door de Belgische veiligheidsdiensten. Dit zou onder andere blijken uit:
- Het feit dat de identiteit en de radicale oriëntatie van de personen die later de CCC zouden vormen al in 1978 bij de veiligheidsdiensten bekend waren. Dit zou aantonen dat de CCC diep geïnfiltreerd was door de veiligheidsdiensten.[bron?]
- De professionaliteit waarmee de diefstal van het dynamiet van een zeer goed beveiligde locatie werd uitgevoerd, alsmede de professionaliteit waarmee de aanslagen op de NAVO-pijpleiding werden uitgevoerd. Deze professionaliteit is, gelet op de achtergrond van de gearresteerde CCC-leden, nauwelijks te verklaren zonder hulp van buitenaf.[bron?]
- Het feit dat de campagne van de CCC samenviel met de terreurcampagne van de Bende van Nijvel en paste in de zogenaamde strategie van de spanning, zoals beschreven in een nota van de Amerikaanse generaal Westmoreland uit 1970. Bijna gelijktijdig met de ontmanteling van de CCC kwam ook een einde aan de terreur van de Bende van Nijvel.[bron?]

Er zijn geen concrete bewijzen voor manipulatie van de CCC gevonden en Pierre Carette ontkent dit in de enkele interviews die hij gegeven heeft. In februari 2006 berichtte De Morgen op basis van een onderzoek naar infiltratie van de Belgische inlichtingendiensten in de CCC echter dat in het collectief Ligne Rouge dat de CCC ondersteunde en ook steun verleende aan RAF-gevangenen, een infiltrant zat van de Staatsveiligheid. Pierre Carette stond aanvankelijk aan het hoofd van Ligne Rouge, maar verdween in de clandestiniteit op het moment van zijn lidmaatschap van de CCC. Hij werd opgevolgd door Christopher Vercauteren, die werd ondersteund door Maurice Appelmans. Deze laatste wordt in het onderzoek dat De Morgen heeft ingezien aangemerkt als informant van de Staatsveiligheid.